# میتسو یامادا
میتسو یامادا (انگلیسی: Mitsuo Yamada؛ زادهٔ ۲۶ مهٔ ۱۹۹۴) بازیکن فوتبال اهل ژاپن است.
از باشگاه‌هایی که در آن بازی کرده‌است می‌توان به باشگاه فوتبال ماتسوموتو یاماگا اشاره کرد.